# Mathews Gómes
Mathews Gómes Da Silva Julio (Querétaro, Querétaro, México, 9 de abril de 1996) es un futbolista mexicano, se desempeña como delantero, en su actual equipo es el Venados FC del Ascenso MX.

## Estadísticas
| C. Tijuana · México                                     | 1ª            | 2015          | 0  | 0 | 1 | 0 | - | - | 1  | 0 |
| C. Tijuana · México                                     | Total club    | Total club    | 0  | 0 | 1 | 0 | 0 | 0 | 1  | 0 |
| Cimarrones de Sonora · México                           | 2ª            | 2018          | 4  | 0 | 2 | 1 | - | - | 6  | 1 |
| Cimarrones de Sonora · México                           | Total club    | Total club    | 4  | 0 | 2 | 1 | 0 | 0 | 6  | 1 |
| Yalmakan F. C. · México                                 | 3ª            | 2018          | 25 | 0 | - | - | - | - | 25 | 0 |
| Yalmakan F. C. · México                                 | Total club    | Total club    | 25 | 0 | 0 | 0 | 0 | 0 | 25 | 0 |
| Venados F. C. · México                                  | 2ª            | 2019-20       | 2  | 0 | 1 | 0 | - | - | 3  | 0 |
| Venados F. C. · México                                  | Total club    | Total club    | 2  | 0 | 1 | 0 | 0 | 0 | 3  | 0 |
| Total carrera                                           | Total carrera | Total carrera | 31 | 0 | 4 | 1 | 0 | 0 | 35 | 1 |
| (1)Incluye datos de la Copa México. (2)Incluye datos de |               |               |    |   |   |   |   |   |    |   |